# ليتل فولز (ويسكونسن)
ليتل فولز (بالإنجليزية: Little Falls, Wisconsin)‏ هي بلدة تقع بولاية ويسكونسن في الولايات المتحدة. تبلغ مساحتها 178.2 (كم²)، وترتفع عن سطح البحر 252 م، بلغ عدد سكانها 1334 نسمة في عام 2000 حسب إحصاء مكتب تعداد الولايات المتحدة وتصل الكثافة السكانية فيها 7.5 نسمة/كم2.

## وصلات خارجية
- The US50 - Cities and Towns in Wisconsin State
- Wisconsin Cities and Towns, Facts, Map, Flag, Colleges, Government, and More